# マティアス・シュタイナー
マティアス・シュタイナー（Matthias Steiner、1982年8月25日 - ）はオーストリアとドイツの重量挙げ選手で、北京2008オリンピックの金メダリストである。
オーストリア出身で、1998年から2005年までオーストリア代表としてヨーロッパ選手権、世界選手権、2004、 2008年夏季オリンピックに出場。2002年から2005年まで、105kg級で4度のオーストリア・ナショナル・チャンピオンに輝き、-105kg級と＋105kg級のオーストリア記録を保持している。
2005年、シュタイナーはオーストリア・ウエイトリフティング連盟を離れ、ドイツ人女性と結婚した。しかし、妻は2008年の北京オリンピックの約1年前に交通事故で死亡した。
妻の思いも背負って挑んだ、2008年の北京オリンピックで金メダル獲得。